# Dalibor Musap
Dalibor Musap (Zadar, 5. svibnja 1961.) hrvatski je glazbenik, skladatelj i klavijaturist, poznat kao vođa pop sastava Riva. Kao vođa grupe Riva, pobjednik je Eurosonga 1989. godine.

## Životopis
U zadarskoj Glazbenoj školi Blagoje Bersa završio je osnovnu i srednju na grupi udaraljke i klavir, a godine 1979. upisuje studij glazbe na Umjetničkoj akademiji u Grazu, također udaraljke i klavir. Nakon diplome 9 godina je bio nastavnik glazbene kulture u O. Š. Sukošan kod Zadra.
Prvi njegovi skladateljski i aranžerski radovi objavljeni su 1983. godine na albumu grupe Passage iz Zadra na kojemu je autor pjesama i aranžmana.
Godine 1986. kao klavijaturist osnovao je i do kraja vodio grupu Riva. Sastav je debitirao na Zagrebfestu 1988. s njegovom pjesmom Zadnja suza, a 1989. godine kao predstavnik RTV Zagreb s pjesmom Rock me pobjeđuje na Eurosongu održanom u Lausanni. Za tu je grupu autor većine objavljenih pjesama.
Nakon raspada Grupe Riva, nastavlja svoj put u zabavnoj glazbi te aktivno nastupa u sastavu Duo Riva.
Danas je aktivan u autorskom i aranžerskom poslu. Sudjelovao je na brojnim festivalima zabavne glazbe i osvajao nagrade.
Oženjen je te ima dvoje djece. Živi u Splitu s obitelji.

## Diskografija
Čekam te ljubavi, 1993.; Da sam te ljubavi, 1989.; Daj budi fer; Daleko je na oceanu, 1992.; Duga mi je tuga, 1992.; Ivana, 2003.; Kada svira muzika (sa Z. Zrilićem), 1989.;Meni mama neda da… (sa Z. Zrilićem), 1989.; Nebom letim i pjevam, 1989.; Nek’ se pisma čuje (s M. Sekom), 1993.; Neretvanka, 2006.; O, mama, 1992.; Octopus, 2002.; Poljubi me (sa Z. Zrilićem), 1989.; Prošle su mnoge godine, 1989.; Srce laneta (sa Z. Zrilićem), 1989.; Sretan ti put (sa Z. Zrilićem), 1989.; Sretan ti rođendan sine, 1992.; Suzo moja piši (sa Z. Zrilićem), 1989.; Svi su pošli u šumicu (sa Z. Zrilićem), 1989.; Vjerujem u ljubav, 2002.; Zadnja suza, 1988. — sa Ž. Škarponom: Dalmacijo, pivaj s nama, 2003.; Dome moj; Lazo moja; Leute moj, 2007.; Ljubav na prvi pogled, 2007.; Ljubav te pokrene; Ljubavna priča, 2007.; Ludilo, 2007.; Moj prijatelj; Mom Splitu, 2011.; Na kraju ljubavi; Najlipše misto Neretve si; Napisat ću za te, 2011.; Naša pisma, 2006.; Naša priča; Peta dimenzija; Pozdrav s kamena, 2007.; Stare riči; Tu san rođen; Zaljubila sam se ja.